# Onoe Jima
Onoe Jima är en ö i Antarktis. Den ligger i havet utanför Östantarktis. Norge gör anspråk på området.